# Marcia Eicher
Pour les articles homonymes, voir Eicher.
Marcia Eicher-Vouets, née le 30 avril 1970 à Allschwil, est une coureuse cycliste suisse.

## Palmarès sur route
- 1994
  - 3e de Fisibach
- 1995
  - 3e du Tour de Berne
  - 3e du Grand Prix Cham-Hagendorn
  - 3e du Rund um die Rigi
  - 3e du Tour du Nord-Ouest Suisse
- 1996
  - 2e d'Eschborn-Frankfurt City Loop
  - 3e du championnat de Suisse du contre-la-montre
- 1997
  - GP Brissago
  - Josef Vögeli Memorial
  - 2e du Tour du lac Majeur
  - 2e du championnat de Suisse du contre-la-montre
  - 3e de Stausee Rundfahrt - Klingnau
  - 3e du GP Kanton Aargau
- 1998
  - 5e étape du Tour de la Drôme
  - Gracia Orlová
  - 2e du Tour de la Drôme
  - 2e du championnat de Suisse du contre-la-montre
  - 3e du Ronde van Leimental
- 2000
  - 3e du championnat de Suisse du contre-la-montre
- 2001
  - 3e du championnat de Suisse sur route
- 2002
  - 2e de Schellenberg Rundfahrt
  - 3e du championnat de Suisse sur route
- 2015
  - 2e du championnat de Suisse sur route
  - 3e du championnat de Suisse du contre-la-montre
- 2017
  - 2e du Leo Wirth Gedächtnisrennen
  - 2e du championnat de Suisse du contre-la-montre
  - 3e d'Aargauer Challenge
  - 3e du GP Osterhas
- 2018
  - 3e du championnat de Suisse du contre-la-montre
- 2019
  - 2e du championnat de Suisse du contre-la-montre